# Gheorghe Zamfir
Gheorghe Zamfir (Găești, Dâmbovița megye, 1941. április 6. –) román zenész, a pánsíp mestere, „a pánsíp királyának” (Regele Naiului) is nevezik.
Művészi munkássága során újra életre keltett egy középkor óta Európában elfeledett hangszert, a pánsípot, annak román változatát, a nait. A hangszert továbbfejlesztette, repertoárját kibővítette, filmzenékben, koncertkörutakon tette világszerte ismertté.

## Élete, munkássága
Gheorghe Zamfir eredetileg harmonikát szeretett volna tanulni, de a zenei gimnáziumban a harmonika osztály már megtelt, így 14 évesen, kényszerűségből került Fănică Luca pánsípművész osztályába. Új hangszerét nemcsak megszerette, de kiderült, rendkívüli tehetsége van hozzá, 18 évesen már országos zenei versenyt nyert a pánsíppal. 1968-ban karvezetőként végzett a bukaresti konzervatóriumban.
Az 1960-as évektől kezdett Európa-szerte ismert zenész lenni, hála Marcel Cellier svájci néprajzkutatónak, aki romániai népzenegyűjtése közben „fedezte fel” őt. 1966–tól 1969-ig a bukaresti Ansamblului folcloric Ciocârlia népi együttest vezényelte. 1966-ban már kiadta első lemezét, rajta olyan híres darabokkal, mint a Doina de Jale és a Doina ca de la Visina.
1968-1970 között nagy sikerű európai turnékon vett részt, Svájcban, a Szovjetunióban, Kínában, Nyugat-Németországban lépett fel. 1970-ben megalakította saját együttesét, amellyel 1971-ben 45 fellépést adott a Gaîté-Montparnasse-ban, Párizsban. Itt használta első alkalommal azt a négy különböző pánsípot (szoprán, alt, tenor és basszus), amelyet ő maga készített 1968-ban.
1972-től kezdte a pánsípot orgonakísérettel megszólaltatni. 1974-ben írta Mise a békéért című művét nai-ra, kórusra, orgonára és zenekarra. Az 1976-os év nagy sikere az Été d’amour, majd ezt követte máig talán leghíresebb dallama, a Magányos pásztor, melyben James Last is közreműködött zenekarával. Az 1980-as években bejárta a világot, számos sikeres koncertet adott. Háromszor fogadták őt a Vatikánban, játszott II. János Pál pápa miséje alatt. Több nagy sikerű filmhez komponált zenét mint például a Volt egyszer egy Amerika, Karate kölyök, Kill Bill 1.
1990-ben visszatért Romániába, a 2006-ban újjáalakított Nemzeti folklór zenekarral adott koncerteket. 50 éves pályafutása során több, mint 300 kompozíciót alkotott népzenei, kamarazenei, szimfonikus, vokális műfajokban. A zenetörténet olyan mestereinek műveit tolmácsolta hangszerén, mint Johann Sebastian Bach, Arcangelo Corelli, Antonio Vivaldi, Wolfgang Amadeus Mozart, a 20. század könnyűzenéjéből John Lennon, Paul McCartney, Billy Joel vagy Elton John. Gheorghe Zamfir 120 aranylemez és platinalemez tulajdonosa, 120 millió albuma kelt el. Ő az egyetlen európai művész, aki kétszer kapott az USA-ban aranylemezt, ő az egyetlen román művész, aki Magyarországon aranylemezes lett.
|  |  |  |  |

## Könyvek
- Pánsípiskola, Traitė Du Naï Roumain: méthode de flûte de pan, Paris, Chappell S.A., 1975, ISBN 88-8291-286-8
- Önéletrajz, Binecuvântare și blestem („Áldás és átok”), Arad, Mirador, 2000, ISBN 973-9284-56-6.

## Kitüntetések
- Arany Nyilas, Olaszország
- Comandór rend, Kolumbia
- Don Bosco, Római egyetemi Diploma (2 alkalommal)
- Francia, Luxemburgi és Belga lovagi és tiszti cím
- Arany-díj Művészi és tudományos akadémia Franciaország (2 alkalommal)
- Charles Cros akadémia kitüntetés
- Vaticán Medalion
- Érdem-díj a kultúrában Franciaországban

## Filmográfia
Közreműködik a következő filmek zenéjéhez
- Magas szőke férfi felemás cipőben (Le grand blond avec une chaussure noir), 1972
- Le Petit Poucet, 1972
- A magas szőke férfi visszatér (Le retour du grand blond), 1974
- Picnic at Hanging Rock, 1975
- Volt egyszer egy Amerika (Once upon a time in America), 1984
- A karate kölyök (The Karate Kid), 1984
- Paradise, 1984
- Margarit i Margarita, 1989
- Omohide poro poro (Memories of Yesterday), 1991
- Celeste, 1991
- Preku ezeroto (Across the Lake), 1997
- Kill Bill 1., 2003

### Hangzó anyagok
- Az Été d’amour a YouTube-on
- A Magányos pásztor a YouTube-on